# Coppa Niculescu e Zorileanu 1920-1921
La Coppa Niculescu e Zorileanu 1920-1921 vide la vittoria finale del Tricolor București.
La manifestazione fu l'ultima di una serie di competizioni stagionali cui si mise ordine l'anno successivo con una riforma politica e sportiva. La stagione si aprì infatti con le quinte edizioni della Coppa Jean Luca Niculescu, che raccolse sette adesioni, e della Coppa Harwester, cui parteciparono sei club. Dato però che tutte le competizioni furono vinte dalla Tricolor, il titolo non fu in discussione.

## Classifica finale
Girone A
- Venus 8
- Coltea 4
- Tricolor (riserve) 4
- Universitara 0

Girone B
- Tricolor 6
- Excelsior 4
- Unicersitara (riserve) 2
- Venus (riserve) 0

|   | Classifica        | G | V | N | P | GF | GS | Dif | Pt |
| - | ----------------- | - | - | - | - | -- | -- | --- | -- |
| 1 | Tricolor Bucarest | - | - | - | - | —  | —  | —   | -  |

Finale 12 maggio 1921, Tricolor-Venus 3-2

### Verdetti
- Tricolor Bucarest Campione di Romania 1921.